# Get Your Fight On
Get Your Fight On è un singolo del gruppo musicale britannico The Prodigy, pubblicato il 26 marzo 2015 come settimo estratto dal sesto album in studio The Day Is My Enemy.

## Video musicale
Il videoclip, diretto da Bartleberry Logan e prodotto da Cordelia Plunket, è stato pubblicato il 10 luglio 2015 attraverso il canale Vevo del gruppo.

## Tracce
1. Get Your Fight On – 3:38

## Formazione
Gruppo
- Liam Howlett – sintetizzatore, programmazione
- Maxim – voce
- Keef Flint – voce

Produzione
- Liam Howlett – produzione, missaggio
- Neil McLellan – produzione, missaggio
- KillSonik – coproduzione
- John Davis – mastering